# Austria Presse Agentur
48°11′54.31″N 16°21′38.07″Ø / 48.1984194°N 16.3605750°Ø
Austria Presse Agentur (APA) er Østrigs nationale nyhedsbureau, beliggende i hovedstaden Wien. APA har ca. 400 medarbejdere.
Bureauet ejes af de østrigske dagblade og ORF, der med 45.78 procent af aktierne er den største ejer: